# Proksenos
Proksenos, proksen (gr. dla gości, gospodarz) – w starożytnej Grecji obywatel polis pełniący funkcję opiekuna dla przybyszów z innego polis, którego był proksenosem. Funkcja zbliżona do zadań dzisiejszego konsula. Fakt, że proksenos nie był urzędnikiem (wysłannikiem) państwa, którego obywatelom pomagał,  upodabnia go do konsula honorowego. Spełniał również niektóre funkcje przedstawiciela dyplomatycznego.
Greckie polis nie posiadały własnych przedstawicieli w obcych miastach. Instytucja proksenii  wykształciła się z powszechnego prawa gościnności. Proksenos musiał być obywatelem miasta, w którym mieszkał pełniąc swe obowiązki. Nie mógł być obywatelem tego, które reprezentował. Proksenosem zostawała najczęściej osoba mająca więzy rodzinne lub przyjacielskie z obywatelami państwa, które reprezentowała. Nieraz funkcja ta stawała się dziedziczna.
Mając zaufanie u obywateli obydwu polis, pełnił proksenos również funkcje dyplomatyczne. Za jego pośrednictwem prowadzono pertraktacje.  W przypadkach konfliktów między państwami stawał się często mediatorem zwaśnionych stron. Sam używany był jako poseł.
W zamian za swoje usługi proksenos miał w mieście, które reprezentował, specjalną pozycję w porównaniu z innymi cudzoziemcami. Korzystał z przywilejów handlowych, podatkowych i sądowych oraz godności honorowych.
Rozpowszechniona w państewkach greckich proksenia stała się podstawą stosunków międzynarodowych w świecie greckim.